# Graciela Chichilnisky
Graciela Chichilnisky (Buenos Aires, 1946) é uma economista matemática argentina-estadunidense. É professora de economia da Universidade Columbia, especialista em mudanças climáticas. É também co-fundadora da companhia Global Thermostat.

## Vida pregressa e formação
Graciela Chichilnisky nasceu em Buenos Aires, Argentina, filha de imigrantes judeus russos. Após a Revolução Argentina (28 de junho de 1966), as Forças Armadas da Argentina fecharam violentamente as faculdades científicas da Universidade de Buenos Aires em 29 de julho, tendo ela seguido para os Estados Unidos. Suportada por uma bolsa da Fundação Ford, matriculou-se no programa de doutorado em matemática no Instituto de Tecnologia de Massachusetts, embora sem um diploma de graduação. Seguiu para a Universidade da Califórnia em Berkeley em 1968, onde obteve um Ph.D. em matemática em 1970, orientada por Jerrold Marsden. Obteve um segundo doutorado em economia em 1976, orientada por Gérard Debreu.

## Publicações selecionadas

### Artigos revisados por pares
- Chichilnisky, Graciela (1994). «North-South Trade and the Global Environment». The American Economic Review. 84 (4): 851–874. JSTOR 2118034
- Chichilnisky, Graciela (1996). «An axiomatic approach to sustainable development». Social Choice and Welfare (em inglês). 13 (2): 231–257. CiteSeerX 10.1.1.321.9924. ISSN 0176-1714. doi:10.1007/BF00183353
- Chichilnisky, Graciela; Heal, Geoffrey (Fevereiro de 1998). «Economic returns from the biosphere». Nature (em inglês). 391 (6668): 629–630. ISSN 0028-0836. doi:10.1038/35481
- Chichilnisky, Graciela (2000). «An axiomatic approach to choice under uncertainty with catastrophic risks». Resource and Energy Economics. 22 (3): 221–231. ISSN 0928-7655. doi:10.1016/s0928-7655(00)00032-4
- Chichilnisky, Graciela (Agosto de 1980). «Social choice and the topology of spaces of preferences» (PDF). Advances in Mathematics. 37 (2): 165–176. ISSN 0001-8708. doi:10.1016/0001-8708(80)90032-8
- Chichilnisky, Graciela; Heal, Geoffrey (Outubro de 1983). «Necessary and sufficient conditions for a resolution of the social choice paradox» (PDF). Journal of Economic Theory. 31 (1): 68–87. ISSN 0022-0531. doi:10.1016/0022-0531(83)90021-2
- Chichilnisky, Graciela; Heal, Geoffrey (Abril de 1994). «Who should abate carbon emissions?». Economics Letters. 44 (4): 443–449. ISSN 0165-1765. doi:10.1016/0165-1765(94)90119-8
- Chichilnisky, Graciela; Heal, Geoffrey; Beltratti, Andrea (Agosto de 1995). «The Green Golden Rule». Economics Letters. 49 (2): 175–179. ISSN 0165-1765. doi:10.1016/0165-1765(95)00662-y
- Beltratti, Andrea; Chichilnisky, Garciela; Heal, Geoffrey (Dezembro de 1994). «The environment and the long run: a comparison of different criteria» (PDF). Ricerche Economiche. 48 (4): 319–340. ISSN 0035-5054. doi:10.1016/0035-5054(94)90011-6
- Chichilnisky, Graciela; Gruenwald, Paul F. (Junho de 1995). «Existence of an optimal growth path with endogenous technical change» (PDF). Economics Letters. 48 (3–4): 433–439. ISSN 0165-1765. doi:10.1016/0165-1765(94)00594-r

### Capítulos em livros
- Beltratti, A., Chichilnisky, G. and Heal, G., 1998. Sustainable use of renewable resources. In Sustainability: Dynamics and Uncertainty (pp. 49–76). Springer Netherlands.

### Livros
- Chichilnisky, Graciela (1998). Mathematical economics. Volume One. [S.l.]: E. Elgar Pub. ISBN 978-1-85898-260-1
- Chichilnisky, Graciela (1998). Mathematical Economics. Volume Two. [S.l.]: E. Elgar Pub. ISBN 978-1-85898-260-1
- Chichilnisky, Graciela (1998). Mathematical Economics. Volume Three. [S.l.]: E. Elgar Pub. ISBN 978-1-85898-260-1
- Chichilnisky, Graciela (2009). Saving Kyoto. [S.l.]: New Holland Publisher (UK) Ltd. ISBN 978-1847734310
- Chichilnisky, Graciela (1998). Topology and Markets. [S.l.]: American Mathematical Society. ISBN 9780821871300
- Chichilnisky, Graciela (2007). The Economics of the Global Environment: Catastrophic Risks in Theory and Policy. [S.l.]: Springer International Publishing. ISBN 9783319319414
- Chichilnisky, Graciela (2017). Encyclopaedia of Econometrics: Theory and Applications. [S.l.]: Blackwells KOROS PRESS LTD. ISBN 978-1785694646
- Oil and the International Economy (1991) ISBN 978-0198285175
- The Evolving International Economy (1987) ISBN 978-0521267168
- Sustainability, Dynamics and Uncertainty (1998) ISBN 978-9401060516
- Markets, Information and Uncertainty: Essays in Economic Theory in Honor of Kenneth J. Arrow (1999) ISBN 9780521553551
- Catastrophe or new society?: A Latin American world model (1976) ISBN 978-0889360839
- Development and Global Finance: The Case for an International Bank for Environmental Settlements (1997) ISBN 978-9211260649
- Environmental Markets: Equity and Efficiency (2000) ISBN 978-0231504478
- The Economics of Climate Change (2010) ISBN 978-1847207678
- Reversing Climate Change (2020) ISBN 978-9814719353
- Handbook on the Economics of Climate Change (2018) ISBN 978-0857939050